# Eoanthidium arabicum
Eoanthidium arabicum là một loài Hymenoptera trong họ Megachilidae. Loài này được Pasteels mô tả khoa học năm 1980.